# 颱風曼莉 (1954年)
颱風曼莉（英語：Typhoon Marie）是1954年太平洋台风季中的其中一個热带气旋，風暴於9月20日在加羅林群島附近形成，在9月28日消散，維持了近八日。曼莉先後影響日本九州地方、中國地方和北海道，並最終導致北海道洞爺丸事故和岩内大火的發生，造成1,361死亡及1,601受傷。後來日本氣象廳因洞爺丸事故，而為它命名為洞爺丸颱風，是為氣象廳十個命名颱風其中之一。

## 氣象歷史
位於加羅林群島附近的一個低壓區在9月20日增強為熱帶低氣壓，當時氣壓為998百帕，雖然不久後減弱，但又重新增強並朝臺灣方向移動。23日，該熱帶低氣壓增強為熱帶風暴，美方將它命名為「曼莉」，當時氣壓為992百帕。兩日後，曼莉移到臺灣東南方海域及轉向，改沿琉球群島加速北上，同時進一步增強為颱風，氣壓跌至975百帕。曼莉於日本時間翌日凌晨兩時在鹿兒島縣大隅半島登陸，中心氣壓為965百帕，最大風速為每秒40米。在橫越九州東部後，以每小時100公里的移動速度以東北方向穿越中國地方，早上八時在山陰出海，移入日本海並更進一步發展，其時風速每秒20米的風暴圈已覆蓋全日本。到同日晚上九時，以巔峰強度經過北海道西部壽都町，中心氣壓為956百帕，三小時後抵達稚内市附近。在移到鄂霍次克海後，最後於28日晚上九時在堪察加半島附近轉化為溫帶氣旋。

## 影響
曼莉為日本九州和中國地方普遍帶來超過200毫米降水量。根據日本中央氣象台（1956年改組為氣象廳）9月24日至27日的測量，以鹿兒島縣名瀨市為最多者，期間降水量為383.6毫米，其次是佐賀縣佐賀市的305.4毫米。而風勢方面，東北地方和北海道各地普遍錄到每秒30米以上之暴風，當中以壽都町（最大風速每秒42.0米，最大瞬間風速每秒53.2米）和室蘭市（最大風速每秒37.2米，最大瞬間風速每秒55.0米）最為猛烈，而壽都町則錄到全日本最低海面氣壓958.9百帕。
在北海道函館市，日本國有鐵道旗下的青函連絡船「洞爺丸」原先因颱風關係，而在9月26日下午三時宣佈停航，但下午五時卻因天氣突然轉晴而復航。不過事實上這不是颱風遠離，而是颱風前的錮囚鋒正好通過北海道，結果洞爺丸剛離開函館便再次遇上狂風暴雨。期間洞爺丸欲折返附近的七重濱避難，但船隻已被海水灌入而失去動力，到晚上近十一時，一陣大浪打向洞爺丸，導致船身整個翻覆，船上1,337人當中有1,155人遭溺斃。事後日本稱此為洞爺丸事故，是世界迄今第四大海難、日本歷來最大海難、國鐵戰後五大事故之一，亦促成青函隧道的建設，而青函隧道已於1988年完工，青函連絡船功成身退。
而在岩内郡岩内町，一間位處在市街內的木造平房在9月26日晚上八時發生火災，即使消防隊已即時前來撲救，但從消防噴嘴噴出的水因強風關係而霧化。火災也乘著風勢蔓延到附近的木造建築，結果市街內八成建築都陷於火海，並延到兩日後才救熄，最終導致含岩内站站舍在內的3,298戶被焚毀，燒毀面積達32萬坪，另有35人死551人傷。此事件後來被稱為「岩内大火」，而事後調查發現，起火的原因是上述平房的居民在撤離時，忘記把火盆中的火熄滅所致。
另外，屬於青木航空的一架包租飛機9月25日從羽田機場出發，因颱風引致的惡劣天氣，中途放棄前往目的地札幌丘珠機場，但返回時卻意外墜落在福島縣南會津郡楢原町（今下鄉町），飛機殘骸到10月9日才被發現，機上六人全部喪生，史稱「青木航空機墜落事故」。
總括日本災情，氣象廳公佈這場風災共造成1,361人死、1,601人傷、400人失蹤，另造成房屋全毀8,396棟、半毀21,771棟，床上浸水17,569棟、床下浸水85,964棟。1958年，颱風艾達吹襲日本，再次為日本帶來嚴重災害，已改組的氣象廳於11月為此命名為「狩野川颱風」，同時追溯四年前的曼莉，正式將它命名為「洞爺丸颱風」。
在曼莉吹襲日本前，也為臺灣帶來輕微損害，平地錄得最高風速者為臺北縣淡水（每秒19米），而外海方面則為臺東縣蘭嶼（每秒35米），最大總雨量為陽明山管理局北投鎮鞍部氣象站，達138.3毫米。

## 參閱
- 1954年太平洋颱風季
- 洞爺丸事故
- 颱風南施 (1961年)：路徑、影響地區類似的颱風，同為日本氣象廳命名颱風之一。
- 1991年颱風密瑞兒：這是具有類似特徵的颱風。

## 外部連結
- 日本氣象廳：洞爺丸台風 （页面存档备份，存于）
- 數碼颱風：颱風195415號（MARIE） （页面存档备份，存于）
- 臺灣交通部中央氣象局：1954 MARIE 梅瑞颱風 （页面存档备份，存于）